# Dichapetalum pedicellatum
Dichapetalum pedicellatum är en tvåhjärtbladig växtart som beskrevs av Kurt Krause. Dichapetalum pedicellatum ingår i släktet Dichapetalum och familjen Dichapetalaceae. Inga underarter finns listade i Catalogue of Life.